# Sainte-Marguerite-Lafigère
Pour les articles homonymes, voir Sainte-Marguerite.
Sainte-Marguerite-Lafigère est une commune française, située dans le département de l'Ardèche en région Auvergne-Rhône-Alpes.

## Géographie

### Siatuation et description
La commune de Sainte-Marguerite-Lafigère, à l'aspect essentiellement rural, dans un environnement de moyenne montagne, est située dans le sud-ouest du département de l'Ardèche. Elle est limitrophe du Gard et de la Lozère.

### Communes limitrophes
Sainte-Marguerite-Lafigère est entourée de quatre communes, dont deux sont situées dans le département de l'Ardèche, une dans le département de la Lozère et une dans le Gard.
|                        |                            | Montselgues           |
| Pied-de-Borne (Lozère) | Sainte-Marguerite-Lafigère |                       |
|                        | Malons-et-Elze (Gard)      | Malarce-sur-la-Thines |

### Hameaux et lieux-dits
Sur une surface municipale de 1007 hectares, Sainte-Marguerite-Lafigère possède de nombreux hameaux, parmi lesquels : la Rouvière, le Boul, le Chambonnet, Faubis, Corde, Sainte-Marguerite-Lafigère, les Plans, Scafoulin, Pied-Barret, le Trépadou, le Clos, le Ligonès, le Berthalay, le Pont, le Soulier, le Rouveyrol, le Jou, Féreyrolles, l'Oratoire.

### Relief et hydrographie
Le village de Sainte-Marguerite-Lafigère est situé sur un promontoire rocheux au-dessus du confluent des rivières Borne et Chassezac. En face, le village lozérien de Pied-de-Borne.

### Climat
Pour des articles plus généraux, voir Climat d'Auvergne-Rhône-Alpes et Climat de l'Ardèche.
En 2010, le climat de la commune est de type climat méditerranéen franc, selon une étude du CNRS s'appuyant sur une série de données couvrant la période 1971-2000. En 2020, Météo-France publie une typologie des climats de la France métropolitaine dans laquelle la commune est exposée à un climat de montagne ou de marges de montagne et est dans la région climatique  Sud-est du Massif Central, caractérisée par une pluviométrie annuelle de 1 000 à 1 500 mm, minimale en été, maximale en automne. 
Pour la période 1971-2000, la température annuelle moyenne est de 11,7 °C, avec une amplitude thermique annuelle de 16,8 °C. Le cumul annuel moyen de précipitations est de 1 738 mm, avec 8,9 jours de précipitations en janvier et 4,7 jours en juillet. Pour la période 1991-2020, la température moyenne annuelle observée sur la station météorologique de Météo-France la plus proche, sur la commune de Villefort à 6 km à vol d'oiseau, est de 11,8 °C et le cumul annuel moyen de précipitations est de 1 888,9 mm,. Pour l'avenir, les paramètres climatiques de la commune estimés pour 2050 selon différents scénarios d'émission de gaz à effet de serre sont consultables sur un site dédié publié par Météo-France en novembre 2022.

## Urbanisme

### Typologie
Au 1er janvier 2024, Sainte-Marguerite-Lafigère est catégorisée commune rurale à habitat très dispersé, selon la nouvelle grille communale de densité à 7 niveaux définie par l'Insee en 2022.
Elle est située hors unité urbaine et hors attraction des villes,.

### Occupation des sols
L'occupation des sols de la commune, telle qu'elle ressort de la base de données européenne d’occupation biophysique des sols Corine Land Cover (CLC), est marquée par l'importance des forêts et milieux semi-naturels (100 % en 2018), une proportion identique à celle de 1990 (100 %). La répartition détaillée en 2018 est la suivante :
forêts (81,5 %), milieux à végétation arbustive et/ou herbacée (18,5 %).
L'évolution de l’occupation des sols de la commune et de ses infrastructures peut être observée sur les différentes représentations cartographiques du territoire : la carte de Cassini (XVIIIe siècle), la carte d'état-major (1820-1866) et les cartes ou photos aériennes de l'IGN pour la période actuelle (1950 à aujourd'hui).

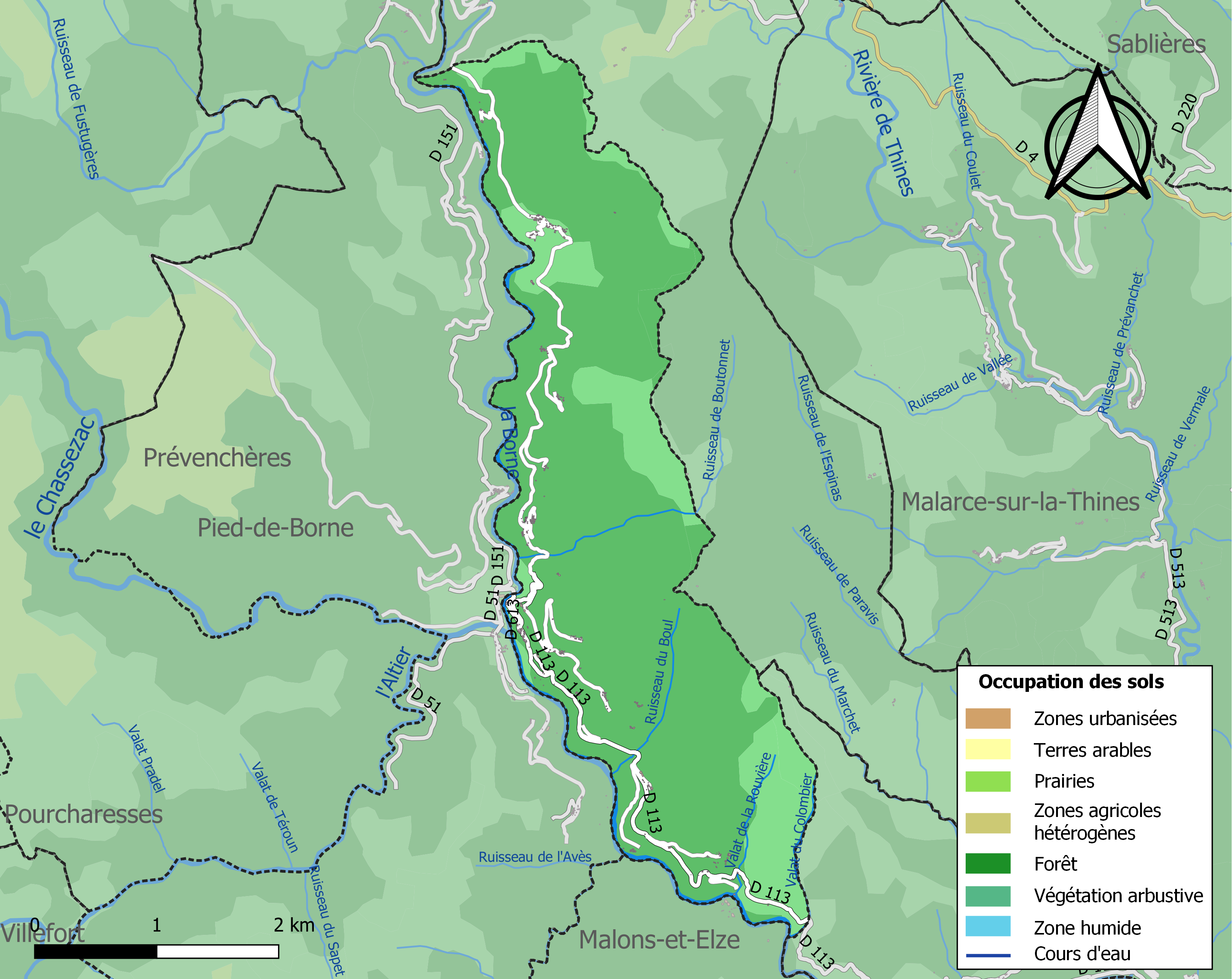
Carte des infrastructures et de l'occupation des sols de la commune en 2018 (CLC).

## Histoire
Seigneurie du baron d'Agrain au XVIIIe siècle.
La commune disposait de mines de plomb argentifère encaissées au fond de la vallée du Chassezac (fermées dans les années 50).
En 1832, les hameaux du Pont, Le Soulié, Le Jou et Rouveyrol sont séparés de Montselgues et rattachés à Sainte-Marguerite-Lafigère.

## Politique et administration

### Liste des maires
| Période                                  | Période   | Identité       | Étiquette | Qualité     |
| ---------------------------------------- | --------- | -------------- | --------- | ----------- |
| avant 1988                               | 1995      | Raoul Chardes  | DVD       |             |
| mars 1995                                | mars 2008 | André Fournier |           |             |
| mars 2008                                | 2014      | Elie Louche    |           |             |
| mars 2014                                | En cours  | Daniel Noel    |           | Agriculteur |
| Les données manquantes sont à compléter. |           |                |           |             |

## Population et société

### Démographie
L'évolution du nombre d'habitants est connue à travers les recensements de la population effectués dans la commune depuis 1793. Pour les communes de moins de 10 000 habitants, une enquête de recensement portant sur toute la population est réalisée tous les cinq ans, les populations de référence des années intermédiaires étant quant à elles estimées par interpolation ou extrapolation. Pour la commune, le premier recensement exhaustif entrant dans le cadre du nouveau dispositif a été réalisé en 2004.

En 2022, la commune comptait 116 habitants, en évolution de +11,54 % par rapport à 2016 (Ardèche : +2,48 %, France hors Mayotte : +2,11 %).
| 1793 | 1800 | 1806 | 1821 | 1831 | 1836 | 1841 | 1846 | 1851 |
| ---- | ---- | ---- | ---- | ---- | ---- | ---- | ---- | ---- |
| 198  | 328  | 463  | 337  | 506  | 520  | 525  | 551  | 544  |

| 1856 | 1861 | 1866 | 1872 | 1876 | 1881 | 1886 | 1891 | 1896 |
| ---- | ---- | ---- | ---- | ---- | ---- | ---- | ---- | ---- |
| 600  | 611  | 546  | 556  | 566  | 514  | 606  | 614  | 559  |

| 1901 | 1906 | 1911 | 1921 | 1926 | 1931 | 1936 | 1946 | 1954 |
| ---- | ---- | ---- | ---- | ---- | ---- | ---- | ---- | ---- |
| 746  | 829  | 552  | 467  | 427  | 412  | 353  | 270  | 171  |

| 1962 | 1968 | 1975 | 1982 | 1990 | 1999 | 2004 | 2006 | 2009 |
| ---- | ---- | ---- | ---- | ---- | ---- | ---- | ---- | ---- |
| 235  | 172  | 149  | 129  | 91   | 73   | 83   | 79   | 80   |

| 2014 | 2019 | 2022 | - | - | - | - | - | - |
| ---- | ---- | ---- | - | - | - | - | - | - |
| 98   | 113  | 116  | - | - | - | - | - | - |

### Enseignement
La commune est rattachée à l'académie de Grenoble.

### Médias
Ici Drôme Ardèche est la radio publique locale couvrant le territoire de la commune et de l’ensemble du département.

## Culture locale et patrimoine

### Lieux et monuments
- Barrage EDF sur le Chassezac construit en 1966 et alimentant l'usine hydroélectrique de Lafigère. Le lac de retenue contient 0,5 million de m3
- Les canaux d'irrigation (bésaous[18]), édifiés en pierres sèches sur neuf kilomètres alimentés par la rivière Borne.
- Église Sainte-Marguerite de Sainte-Marguerite-Lafigère.

### Héraldique
|  | Sainte-Marguerite-Lafigère possède des armoiries dont l'origine et le blasonnement exact ne sont pas disponibles. |